# Gouvernement Sarandji I
VIe République
Gouvernement Kamoun IV Gouvernement Sarandji II
Le gouvernement Sarandji I est le gouvernement de la République centrafricaine du 11 avril 2016 au 12 septembre 2017. Il s’agit du premier gouvernement nommé par la président de la République centrafricaine: Faustin-Archange Touadéra.

## Composition
Le gouvernement Sarandji est composé du Premier ministre et de 23 ministres, aucun des membres n’ayant rang de ministre d’État ou de ministre délégué.

### Premier ministre
- Premier ministre : Mathieu-Simplice Sarandji

### Ministres
- 1. Ministre de l’économie, du plan et de la Coopération: Félix Moloua
- 2. Ministre de la Défense Nationale: Joseph Yakété
- 3. Ministre des finances et du Budget: Henri Marie Dondra
- 4. Ministre de l’Intérieur, de la sécurité publique et de l’administration du Territoire: Jean-Serge Bokassa
- 5. Ministre des Affaires étrangères, de l’intégration africaine et des Centrafricains de étrangers: Charles Armel Doubane
- 6. Ministre de la Justice, des droits de l’homme, garde des sceaux: Flavien Mbata
- 7. Ministre des mines, de l’énergie et de l’hydraulique: Léopold Mboli Fatrane
- 8. Ministre de l’environnement, du développement durable, des eaux et forêts chasses et pêches: Arlette Sombo Dibele
- 9. Ministre de l’éducation nationale, de l’enseignement supérieur et de la recherche scientifique: Moukadas Noure
- 10. Ministre de la santé, de l’hygiène publique et de la population: Fernande Ndjengbot
- 11. Ministre de l’agriculture et du développement rural: Honoré Feizoure
- 12. Ministre de l’élevage et de la  santé animale: Yerima Youssoufa Mandjo
- 13. Mimistre de la fonction publique, de la modernisation de l’administration du travail, de l’emploi et de la protection sociale: Abdoulaye Moussa
- 14. Ministre de l’équipement, des transports, de l’aviation et du désenclavement: Théodore Jousso
- 15. Ministre de la promotion de la jeunesse, du développement des sports et du service civique: Sylvère Ngarso
- 16. Ministre des postes et télécommunications, chargé de la promotion des nouvelles technologies d’information et de communication: Justin Gourna Nzacko
- 17. Ministre des affaires sociales et de la réconciliation nationale: Virginie Mbaïkoua
- 18. Ministre de l’habitat, du logement social et de l’urbanisme: Gaby Francky Leffa
- 19. Ministre des arts, du tourisme , de la culture et de la francophonie: Gisèle Pana
- 20. Ministre des commerces et de l’industrie: Côme Hassane
- 21. Ministre de la communication et de l’information: Charles Paul Lemasset Mandya
- 22. Ministre de l'entrepreneuriat national, de l’artisanat et de la promotion des petites et moyennes entreprises: Bertrand Touaboy
- 23. Ministre du secrétariat général du gouvernement, chargé des relations avec les institutions de la république et du suivi-évaluation des politiques publiques: Jean Christophe Nguinza